# Islamski Uniwersytet Azad
Islamski Uniwersytet Azad (pers. دانشگاه آزاد اسلامی, Dāneshgāh-e Āzād-e Eslāmi; ang. Islamic Azad University (IAU)) – powszechnie określany jako Azad University, największa prywatna uczelnia Iranu, trzeci pod względem wielkości uniwersytet świata. Jego siedziba główna znajduje się w Teheranie. Został założony w 1982 roku przez Haszemi Rafsandżaniego. Uniwersytet posiada ponad 100 oddziałów w kraju i za granicą. Oddziały uczelni mieszczą się m.in. w Zjednoczonych Emiratach Arabskich, Tanzanii, Libanie oraz Wielkiej Brytanii.